# 分支世系制
分支世系制社会是指由拥有共同价值观的不同“分支”结合成共同社群的社会制度，是部落社会的一种类型 。 
家庭通常是分支世系制社会中最小也是最紧密的单位，并组成由较远的堂亲及其家庭组成的更大分支的一部分。在受到外来者侵犯时，同一个分支会共同防卫。
当兄弟间发生冲突时，所有兄弟共同处理矛盾，而堂亲则不参与。当堂亲间发生矛盾时，同一支的兄弟们会共同对抗另一支的兄弟们。当冲突发生在部落成员和外来者之间时，包括较远堂亲的整个部落将共同对抗外来者及其同伴。例如贝都因人谚语所言："我和兄弟们对抗我的堂兄弟，而我和堂兄弟们共同对抗世界。"

## 实例
- 古希伯来国家（以色列）是最著名的实例之一，圣经中的十二支派来自一个共同祖先雅各。
- 如今最大的分支世系社会被认为是阿富汗和巴基斯坦的普什图人，约 5000 万成员共同组成一个庞大的部落结构。
- 阿拉伯部落的官员称，一个名叫巴尼·塔米姆的阿德南人部落有超过 4200 万名成员，他们共同追溯到一位名为塔米姆的祖先。